# Musée des Beaux-Arts de Strasbourg
Pour les articles homonymes, voir Musée des Beaux-Arts.
Le musée des Beaux-Arts de Strasbourg se trouve dans le palais Rohan situé à côté de la cathédrale.

## Historique
Le premier musée municipal de peinture, fondé en 1801 par l'arrêté Chaptal, est détruit le 24 août 1870 durant la guerre franco-prussienne, alors qu'il se situait à l'Aubette. La collection de tableaux du musée est alors entièrement anéantie, dont les 43 tableaux versés par le Louvre en deux envois, le premier le 7 nivose an XI (28 décembre 1802), comprenant trois peintures ramenées d’Italie en 1797, Sainte Apolline et La Vierge et des anges du Pérugin et Saint Jean dans le désert du Guerchin, trois toiles provenant de Belgique dont deux Jacob Jordaens, Le jugement dernier et La Vierge, l'Enfant Jésus et Saint-Joseph couronnés par les anges, 7 tableaux italiens issus des collections royales (Salviati, Bassano, Corrège, Carrache, Véronèse, Pérugin, Dosso Dossi), ainsi que des tableaux français et d'autre provenance (Valentin, Reni, Seghers, Savery, Ribera, Champaigne, Vouet, La Hyre, Lemoyne, De Troy, Largilliere, Le Brun...).
Une nouvelle collection est constituée à partir de 1889 par Wilhelm von Bode, historien de l'art et directeur des musées impériaux de Berlin, qui trouve à remplacer les toiles de presque tous les principaux peintres disparus de la collection (pas Pérugin), malgré quelques erreurs d'attribution (Dosso Dossi, Carrache), tout en la renforçant de nouveaux artistes majeurs (Giotto, Raphaël, Botticelli). Après le retour de l'Alsace à la France, en 1918, l’œuvre de Bode est continuée par son successeur Hans Haug.
Le 13 août 1947, un incendie accidentel détruit une partie des collections (qui avaient déjà souffert du bombardement de la ville le 11 août 1944), dont des peintures de Francesco Guardi, Thomas de Keyser, Antonio Pollaiuolo et Lucas Cranach l’Ancien, mais l’indemnisation de l'assurance permet l'acquisition d'autres tableaux de valeur.

## Collections

### Peinture
Enrichi grâce à des achats et des donations nombreuses (1987 et 1994 : donations Othon Kaufmann et François Schlageter de peinture italienne ; 2004 : donation Roger et Elisabeth Eisenbeth de peinture flamande et hollandaise ; 2009 : donation Ann L. Oppenheimer de peinture italienne, flamande et hollandaise ; 2019 : donation Jeannine Poitrey et Marie-Claire Ballabio de peintures flamandes, hollandaises, italiennes et tyroliennes,), le musée présente aujourd'hui une collection fournie et homogène qui comprend des peintures couvrant une période s'étendant du XIVe au XIXe siècle d'artistes italiens, flamands, hollandais, français et espagnols. La peinture allemande et alsacienne jusqu'en 1681, date de l'annexion de l'Alsace par la France (c'est-à-dire des artistes comme Konrad Witz, Hans Baldung, Sébastien Stoskopff...), est exposée au musée de l'Œuvre Notre-Dame voisin, tandis que la peinture postérieure à 1681 se trouve au musée des Beaux-Arts.

#### Peinture italienne

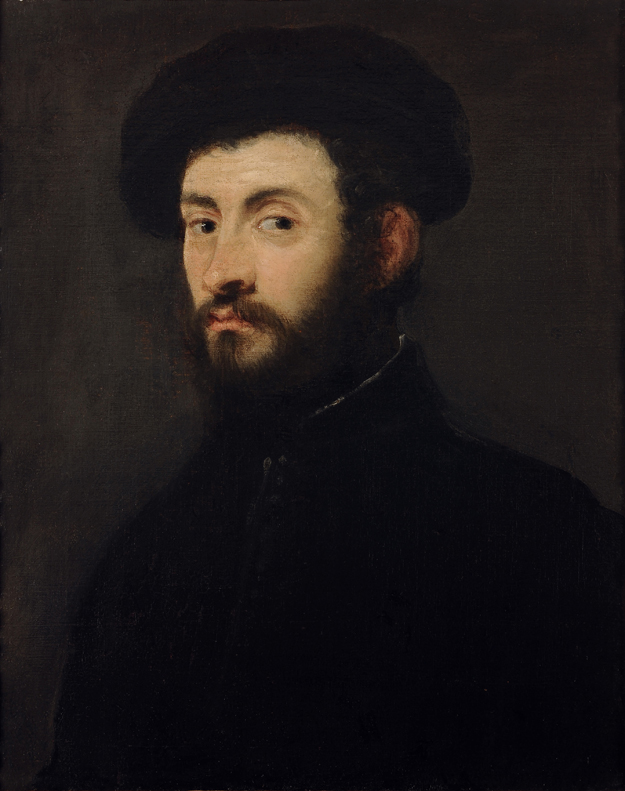
Portrait d'un homme barbu du Tintoret.

La peinture italienne est représentée à partir des primitifs du XIVe siècle jusqu'aux peintres du XVIIIe siècle. La collection comprend des œuvres de peintres majeurs et parfois rares avec notamment des œuvres de Giotto (Crucifixion), Sano di Pietro, Olivuccio di Ciccarello, Carlo Crivelli (L'Adoration des bergers), Filippino Lippi (Buste d'ange), Sandro Botticelli (Vierge à l'Enfant avec deux anges), Cima da Conegliano, Piero di Cosimo (Le Mythe de Prométhée), Raphaël (Portrait de jeune femme, vers 1520), Lorenzo Lotto (L'Évanouissement de la Vierge pendant le transport du Christ), Giovanni Cariani (Le Joueur de Luth), Le Corrège (Judith et sa servante avec la tête d'Holopherne), Palma l'Ancien, Paris Bordone, Paul Véronèse (Céphale et Procris, vers 1584), Le Tintoret et Jacopo Bassano. Le XVIIe siècle est notamment représenté par Le Guerchin, dont le musée conserve Samson et Dalila. Sont également représentés Bernardo Strozzi, Jacopo Vignali, Francesco Cairo, Valerio Castello, Salvatore Rosa (Paysage avec Tobie et l’Ange, vers 1670), Andrea Vaccaro et Luca Giordano. Pour le XVIIIe, on trouve des tableaux d'Alessandro Magnasco, de Giuseppe Maria Crespi (quatre toiles dont L'Amour vainqueur dit aussi L'Ingegno, vers 1695-1700), Sebastiano Ricci (La Glorification de saint Sébastien, étude pour un plafond), Canaletto (Vue de l’église de la Salute depuis l’entrée de Grand Canal, vers 1727), Giovanni Battista Tiepolo (Zéphir et Flore, vers 1750), Giandomenico Tiepolo (La Vierge apparaissant à saint-Laurent et à saint-François-de-Paule) et Carlo Magini.

#### Peinture flamande et hollandaise

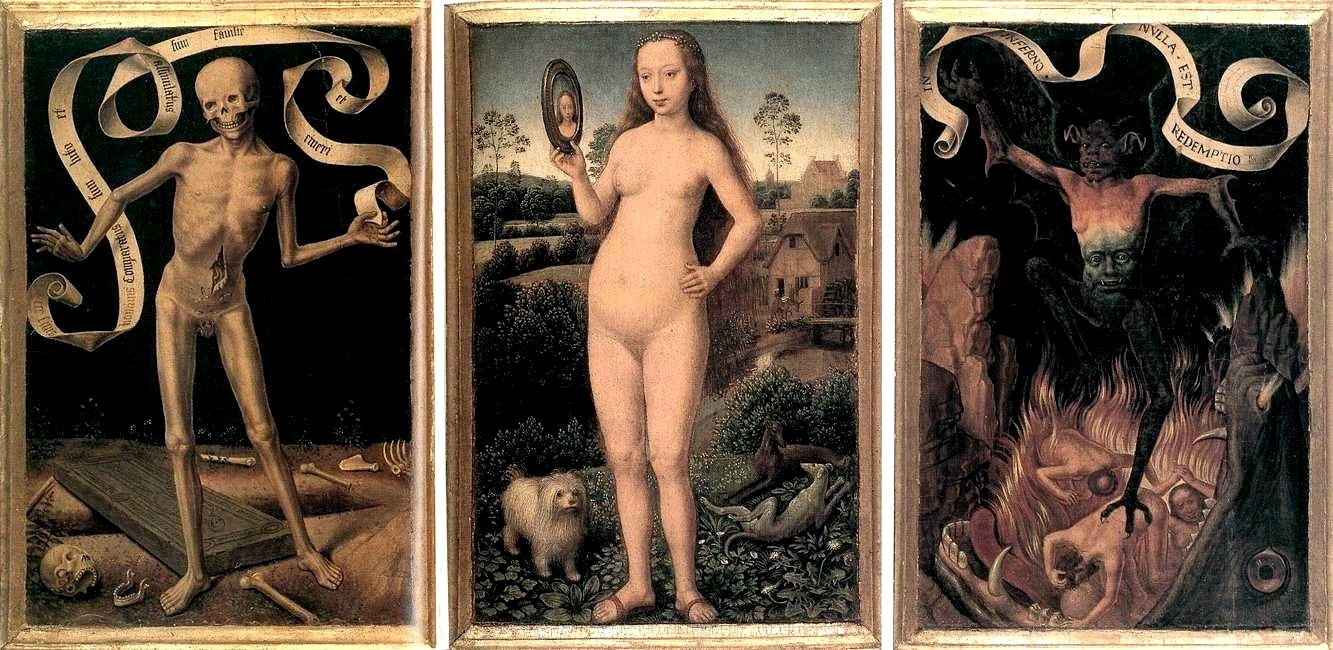
Face avant du Polyptyque de la vanité terrestre et de la rédemption divine représentant la vanité terrestre de Hans Memling.

Les Flamands sont présents avec des peintures datant du XVe siècle pour les plus anciennes - avec Hans Memling (Polyptyque de la vanité terrestre et de la rédemption divine, vers 1485), Simon Marmion ou encore Gérard David (Le Christ au Jardin des Oliviers et La Vierge à la soupe au lait). Ils le sont surtout avec un ensemble de peintures des XVIe et XVIIe siècles comprenant, entre autres, des œuvres de Joachim Beuckelaer, Peter Paul Rubens, Antoine van Dyck (Portrait d'une noble génoise), Jacob Jordaens (La Pêche miraculeuse), Pieter Lisaert IV ou Gonzales Coques (L'Astronome et sa femme). La peinture hollandaise, elle, est illustrée dès ses développements du XVIe siècle avec Lucas de Leyde (Les Fiancés, vers 1525), Maarten van Heemskerck et Cornelis Cornelisz van Haarlem et se poursuit au XVIIe siècle, son siècle d’or, où elle s’individualise de la peinture flamande catholique, avec un bel ensemble d’œuvres, notamment de Pieter de Hooch (Le Départ pour la promenade), Emanuel de Witte, Meindert Hobbema, Willem Kalf, Pieter Claesz, Aelbert Cuyp, Allaert van Everdingen, Franciscus Gysbrechts (Vanité).
Le musée possède par ailleurs un important tableau de Cornelis Engelsz., acquis en 1895, La Garde civique de Saint-Adrien, qui fut gravement endommagé lors du bombardement de Strasbourg par l’aviation américaine le 11 août 1944 au cours duquel la cathédrale, le musée de l'Œuvre Notre-Dame et le palais Rohan furent touchés. Le tableau n’avait pu être mis à l’abri en raison de sa très grande taille (178 x 510 cm). Après quatre années de restauration, et grâce au mécénat de la fondation BNP Paribas, il est à nouveau exposé depuis mars 2014.

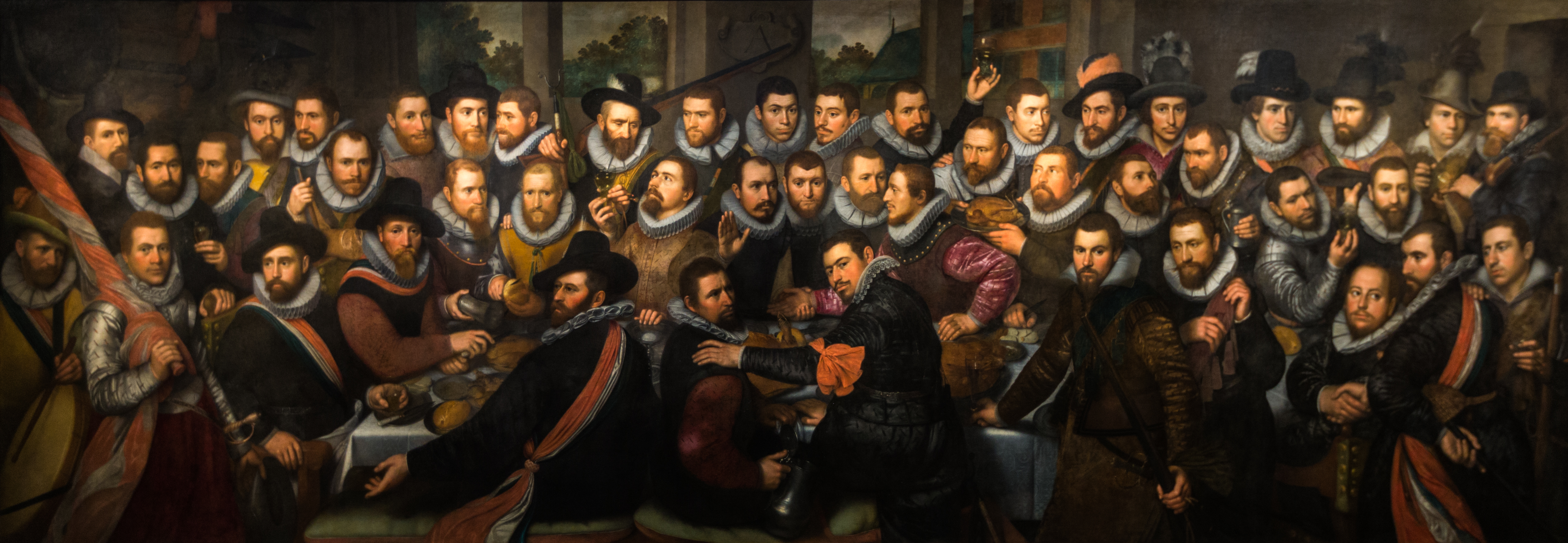
Cornelis Engelsz., La Garde civique de Saint-Adrien, 1612.

#### Peinture espagnole
La peinture espagnole est riche de noms rares et importants comme El Greco (Mater dolorosa, 1590-1600), José de Ribera (Saint Pierre et Saint Paul, vers 1616), Francisco de Zurbarán et Francisco de Goya (Portrait de Don Bernardo Iriarte).

#### Peinture française

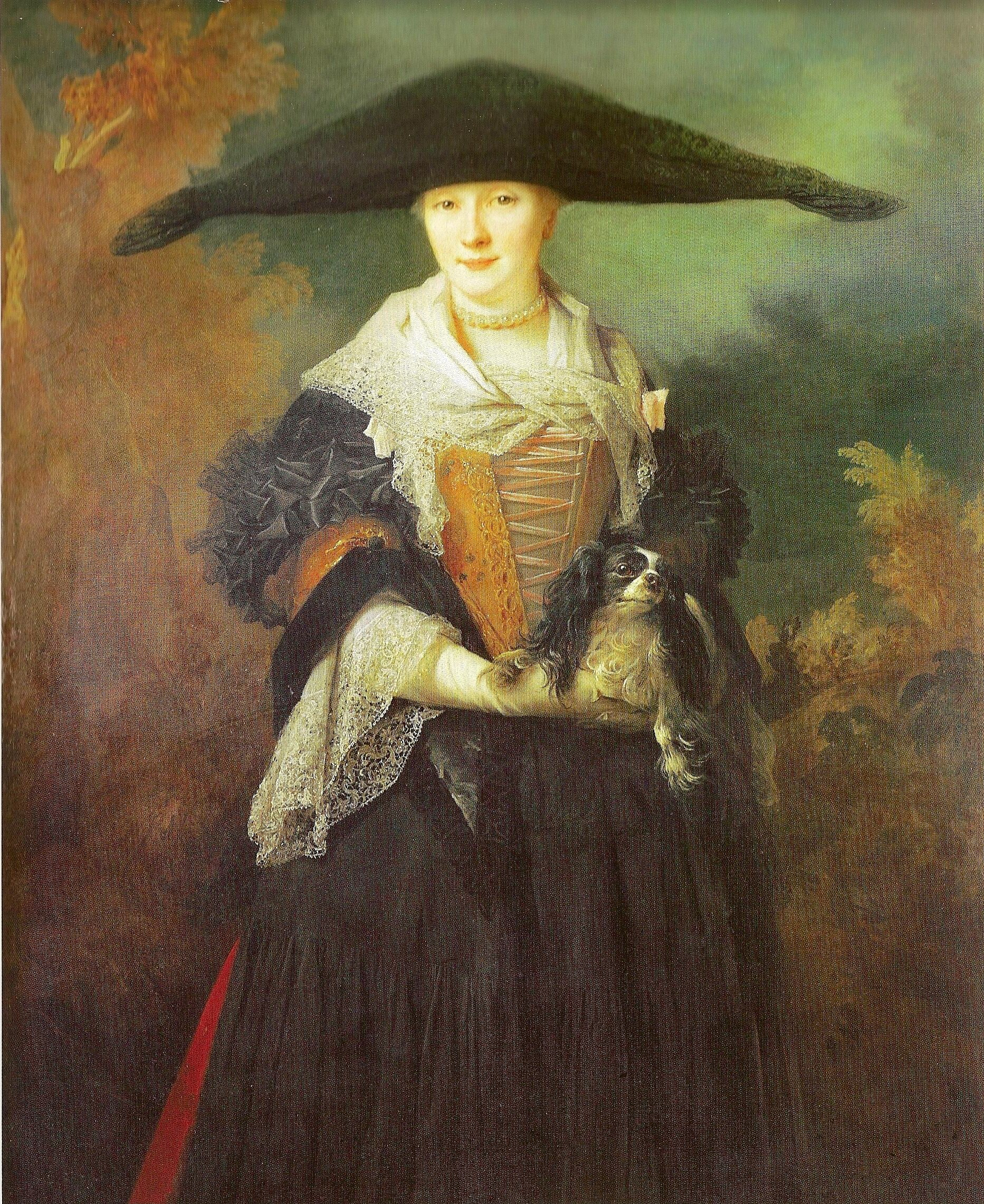
La Belle Strasbourgeoise de Nicolas de Largillierre.

La peinture française est présente avec Valentin de Boulogne (Musiciens et Soldats, vers 1620-1622), Philippe de Champaigne, Simon Vouet (Loth et ses filles, 1633 et Le Martyre de sainte Catherine, vers 1620-1621, acquis en 2019), Jacques Linard (Les cinq Sens, 1638), Eustache Le Sueur (La Justice, vers 1650, acquis en 2018), Claude Lorrain, Nicolas de Largillierre, Antoine Watteau (L’écureuse de cuivres, vers 1709-10), François Boucher (Rebecca recevant les présents d'Abraham, 1725), Jean-Baptiste Chardin, Jean-Baptiste Marie Pierre, Jean Barbault, Claude Joseph Vernet, François-André Vincent (Portrait d’artiste, acquis en 2011), Eugène Delacroix, Théodore Chassériau, Camille Corot, Théodore Rousseau, Gustave Courbet, Gustave Doré, Edgar Degas, Paul Signac.

#### Autres écoles
La peinture allemande et alsacienne entre 1681 et 1871 est représentée par des artistes comme Philippe-Jacques de Loutherbourg, Jean-Frédéric Schall, Martin Drölling.
À cela, il faut rajouter une œuvre du peintre anglais Dante Gabriel Rossetti.

### Sculpture
La collection de sculpture du musée comprend des œuvres de Baccio Bandinelli (Autoportrait, vers 1550), d'Alessandro Vittoria, Alessandro Algardi (Buste en marbre de Donna Felice Zacchia Rondanini, vers 1650), François Girardon, François Joseph Bosio (Buste de Vivant-Denon, vers 1810), Jean-Baptiste Carpeaux ou encore de Théodore-Charles Gruyère.

### Quelques œuvres

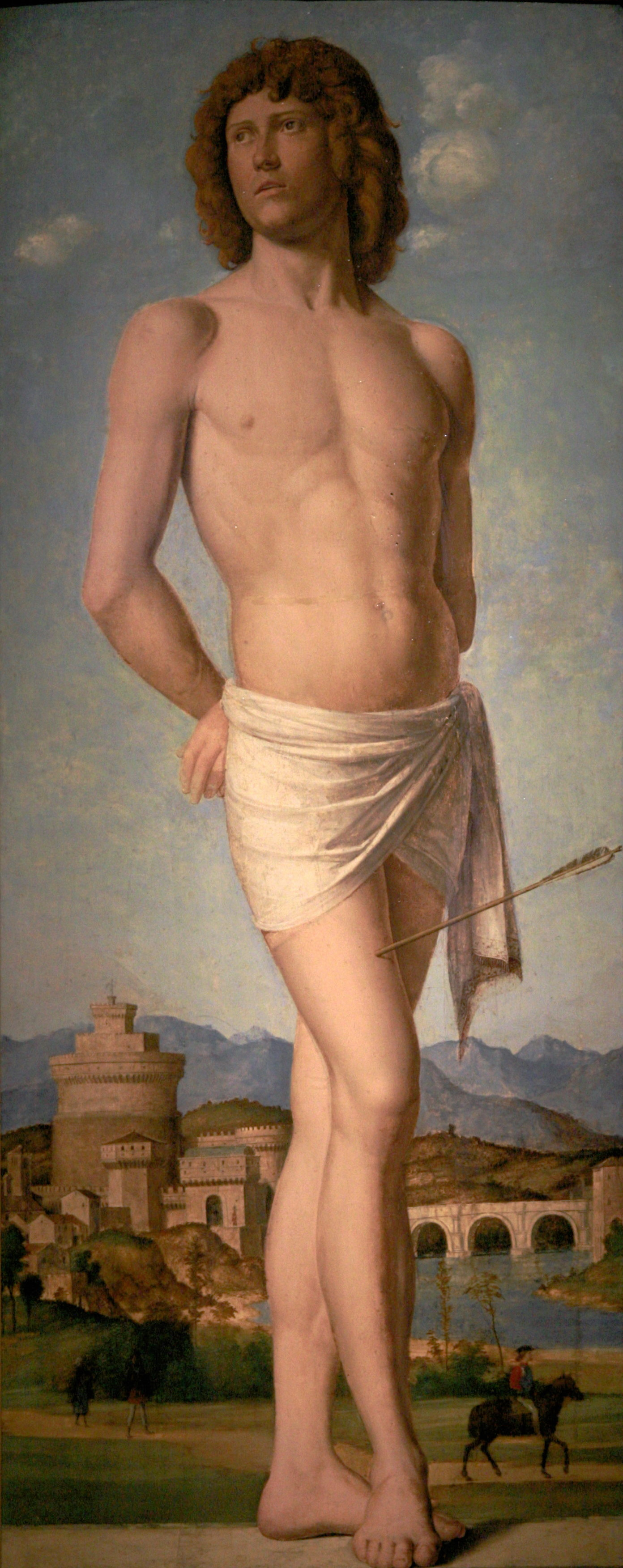
Saint Sébastien de Cima da Conegliano.
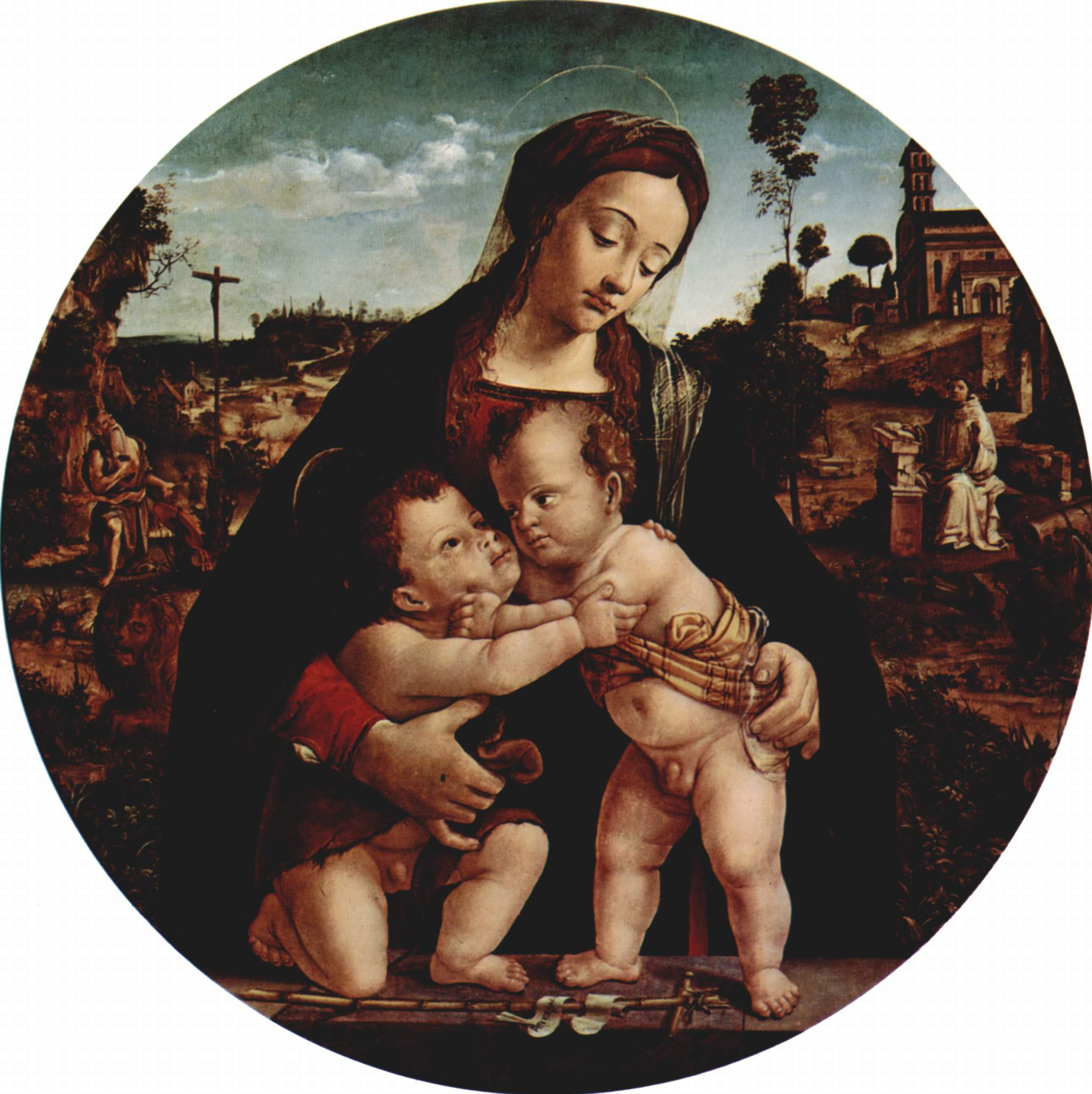
La Vierge à l'Enfant avec le jeune saint Jean de Piero di Cosimo.
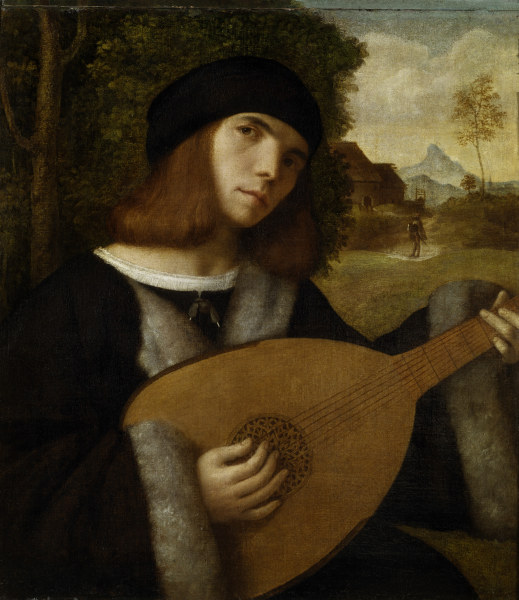
Le Joueur de luth de Giovanni Cariani.
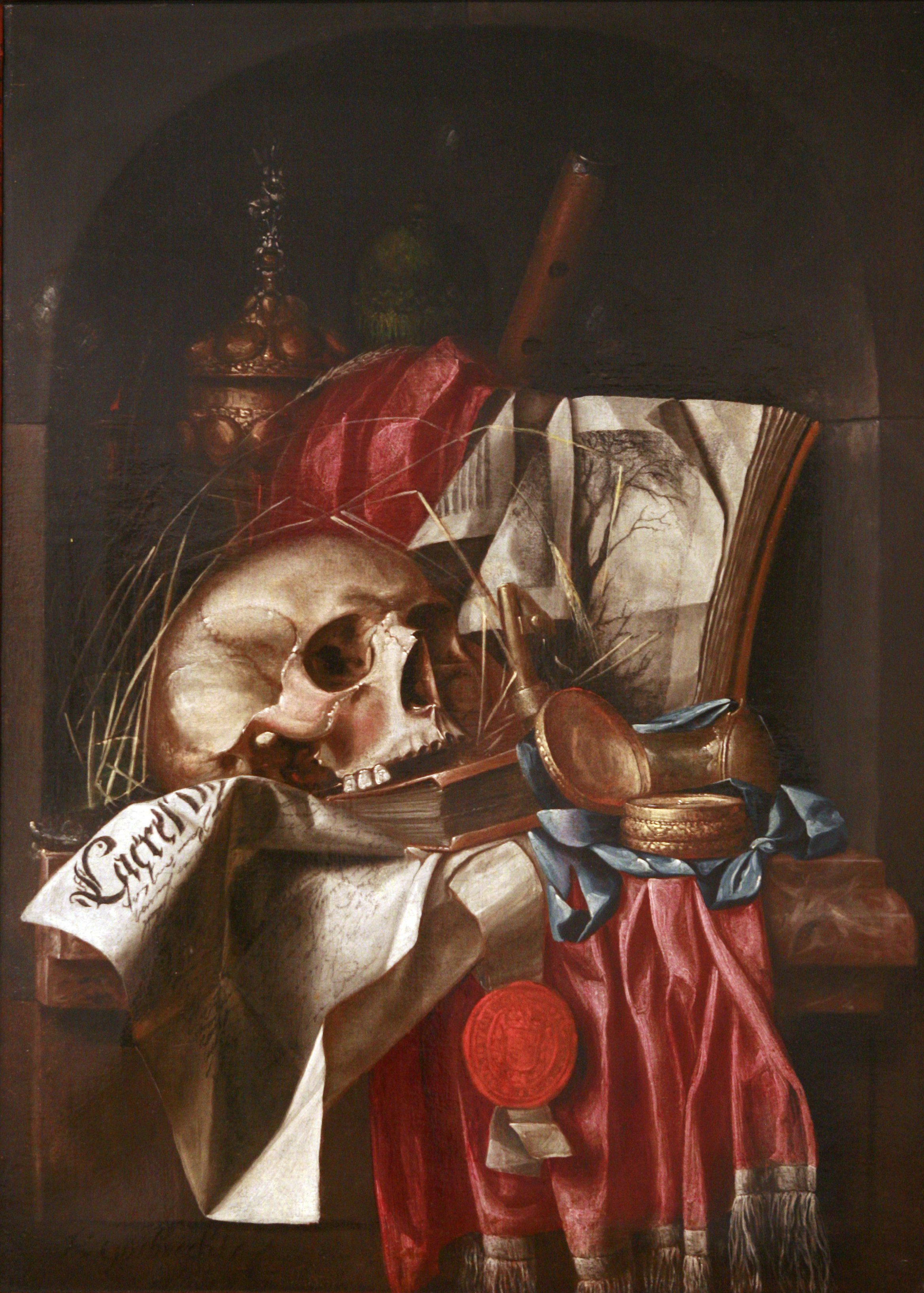
Vanité de Cornelis Norbertus Gysbrechts.
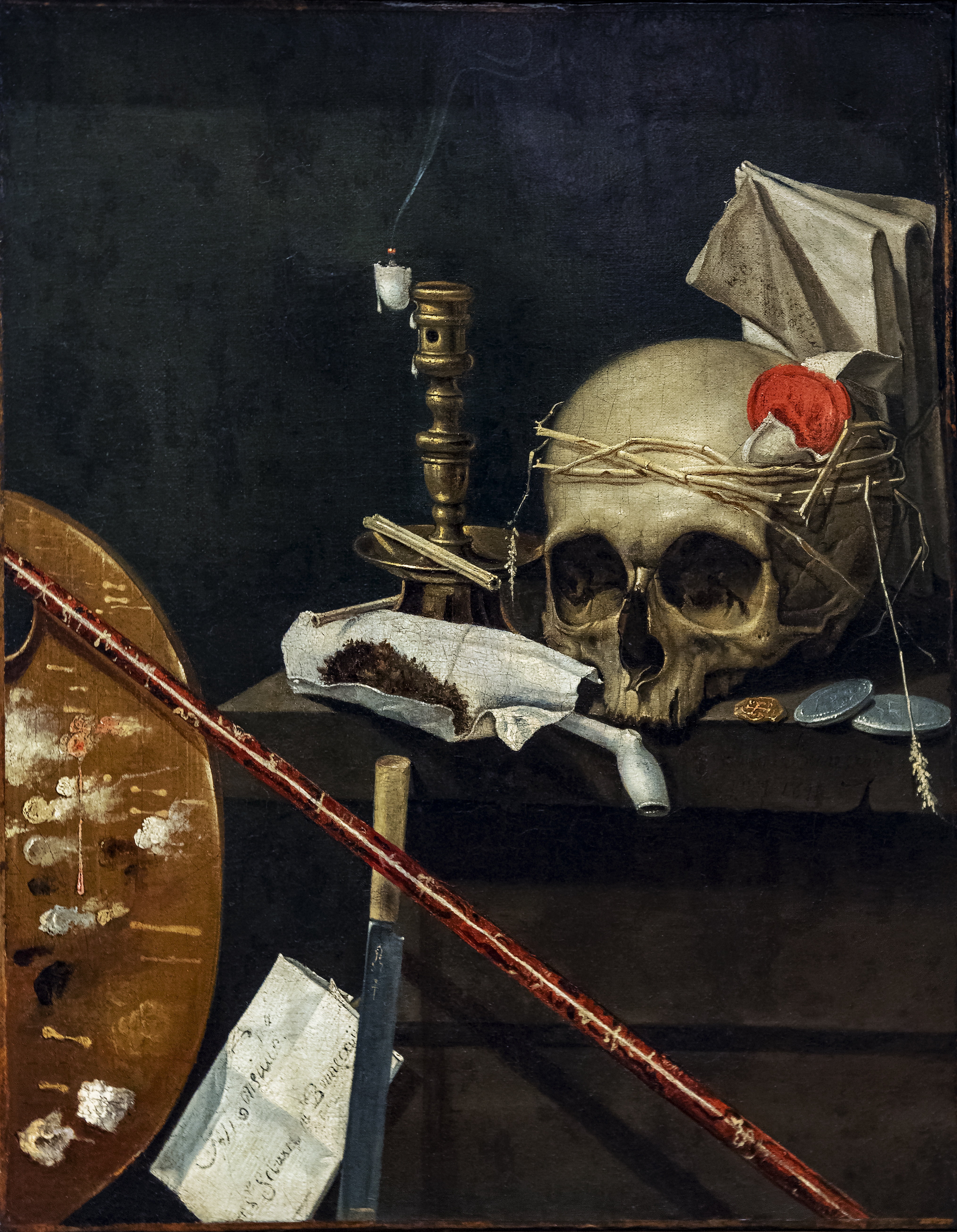
Vanité - Nature morte, 1641, Sebastien Bonnecroy.
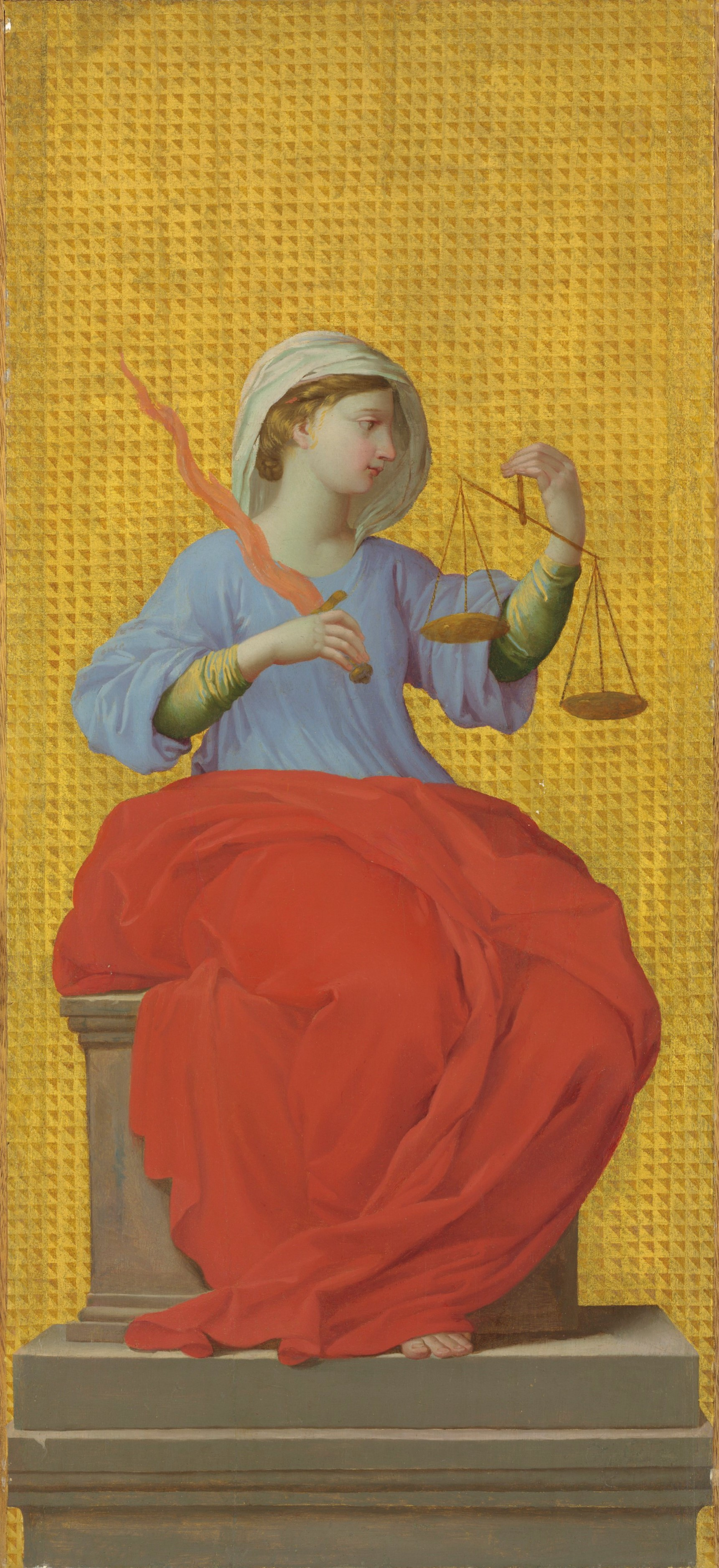
La Justice d'Eustache Le Sueur.
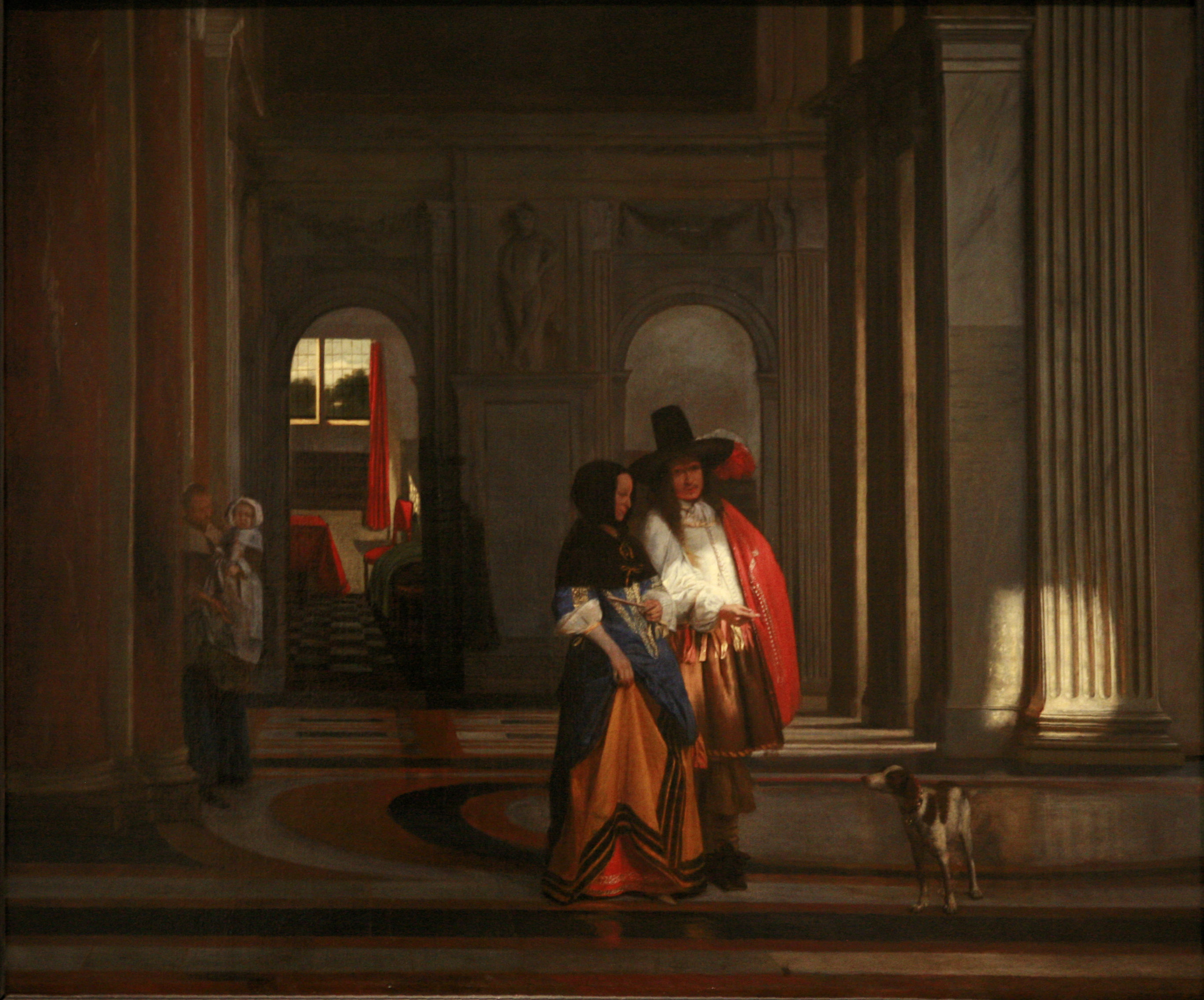
Le Départ pour la promenade de Pieter de Hooch.
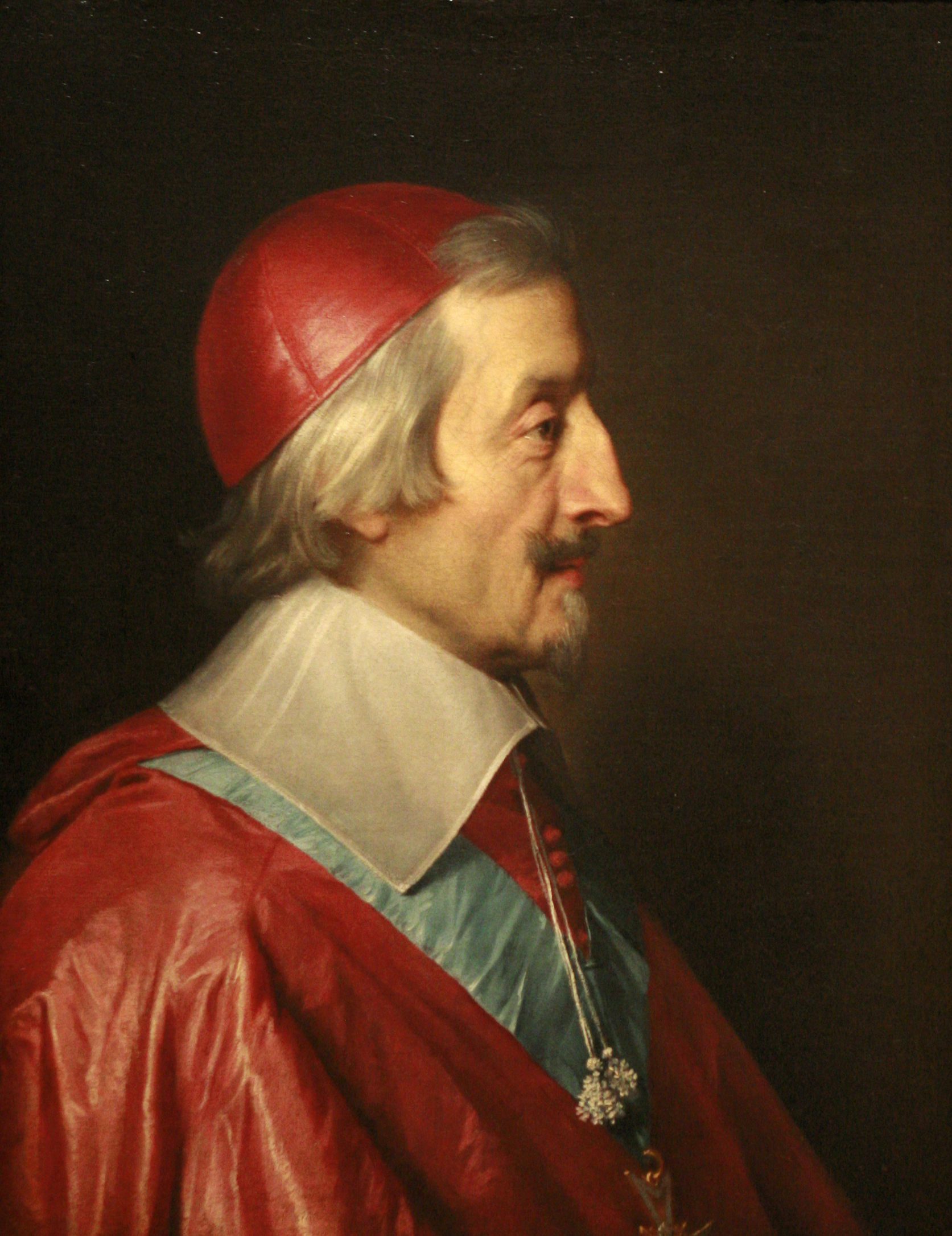
Portrait du cardinal de Richelieu de Philippe de Champaigne.
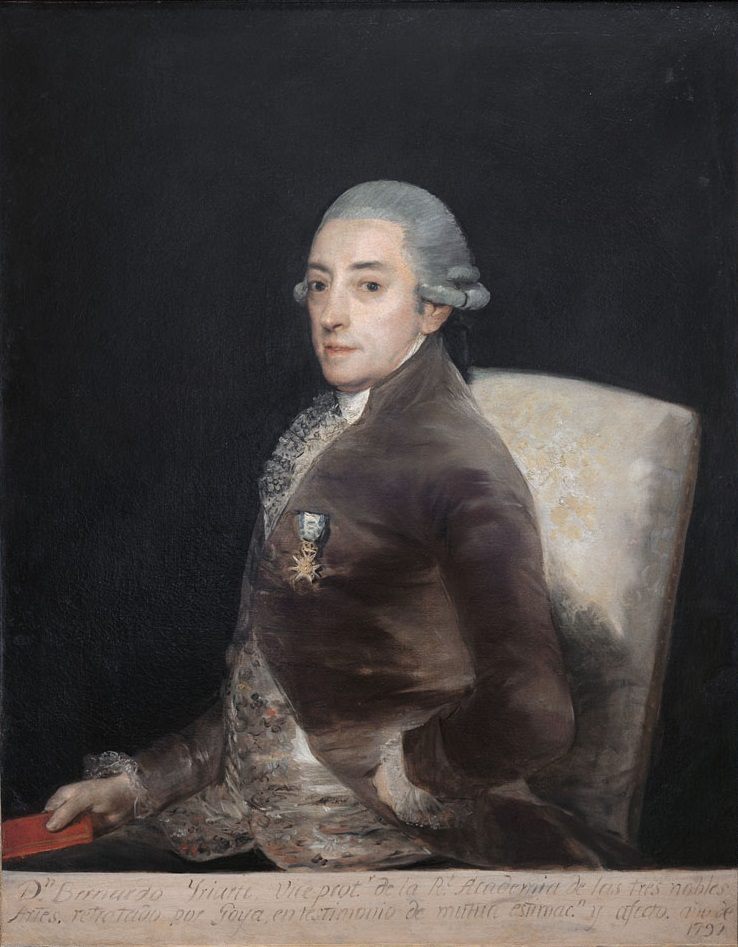
Portrait de Don Bernardo Iriarte de Francisco Goya.